# Harlev
Harlev – miasto w Danii, w regionie Jutlandia Środkowa, w gminie Aarhus.